# Paolo Fresu
Paolo Fresu (Berchidda, 10 februari 1961) is een Italiaanse jazzmuzikant (trompet, bugel), -arrangeur, producent en -componist.

## Biografie
Paolo Fresu begon zijn carrière in een lokale band in zijn geboortestad, waar de jazzbassist Bruno Tommaso hem opmerkte en hem in 1982 in zijn band haalde. Hij studeerde tot 1984 aan het Sassari Conservatorium en studeerde daarna aan de Universiteit voor Muziek en Schone Kunsten in Bologna als student van de trompettist Enrico Rava. In 1985 bracht Fresu zijn eerste album Ostinato uit. In 1986 vergezelde hij Bruno Tommaso op een Amerikaanse tournee. De daaropvolgende samenwerking met Furio Di Castri (bas) en Aldo Romano (drums) was buitengewoon succesvol. Paolo Fresu trad op met zijn Angel Quartet met Nguyên Lê, Antonello Salis, Furio Di Castri en Roberto Gatto, evenals met het Paolo Fresu Quintet en Sextet, met Tino Tracanna, Roberto Cipelli, Attilio Zanchi, Ettore Fioravanti, in een duo met Furio di Castri, in een trio met Di Castri en James Taylor (The Open Trio), de band Palatino (met Glenn Ferris, Michel Benita en Aldo Romano), de formatie P.A.F. (met Furio di Castri en Antonello Salis), evenals met Jon Balke en Pierre Favre (Fresu-Di Castri-Balke-Favre) en de band Paolo Fresu Euro4th.
Zijn stijl wordt vaak vergeleken met die van Miles Davis uit de jaren 1950. In zijn latere werken, zoals Ensalada Mistica opgenomen in 1994 met Gianluigi Trovesi of het album Melos, opgenomen door RCA Victor in 2000, emancipeerde hij zichzelf van zijn vroege stijl. Sinds 1989 is hij directeur van het Nuoro Jazz Seminar in Nuoro, Sardinië. In 2007 nam hij het album Mare Nostrum op met Richard Galliano en Jan Lundgren voor het ACT-label, dat in 2011 goud kreeg voor 10.000 verkochte exemplaren in Duitsland en speelde op het JazzBaltica Festival. In de loop van zijn carrière heeft Fresu gewerkt aan opnamen van Gianluigi Trovesi (Roccellanea, 1983), Paolo Damiani (Poor Memory, 1987), Paolo Carrus (Sardegna Oltre Il Mare, 1992; Odras, 1997), Furio Di Castri (Urio, 1993; Fellini, 1999), Michel Portal (Cinémas, 1995), Giorgio Gaslini (Jelly's Back in Town, 1996), Guido Manusardi (The Village Fair, 1996) en Pier Paolo Pozzi (2000). Met Enrico Rava speelde hij een eerbetoon aan de trompetidolen Miles Davis en Chet Baker (Shades of Chet, 2001; Play Miles Davis, 2002). Hij nam in 2007 The Lost Chords Find Paolo Fresu op met Carla Bley.

## Discografie
- 1987: Mamut: Music for a Mime (Splasc(H))
- 1989: Opale met Francesco Tattara, Furio Di Castri (Clac)
- 1991: Umiliani Jazz Family met Piero Umiliani (Liuto Edizioni Musicali)
- 1993: Contos met Furio Di Castri, John Taylor (EGEA)
- 1995: Palatino met Aldo Romano, Michel Benita, Glenn Ferris (Label Bleu)
- 1995: Mythscapes met Furio Di Castri, Jon Balke, Pierre Favre (Soul Note Records)
- 1996: The Hands met Flavio Piras, Furio Di Castri, Antonello Salis (Amiata)
- 1997: Wanderlust (RCA Victor)
- 1998: Palatino Tempo met Aldo Romano, Michel Benita, Glenn Ferris (Label Bleu)
- 1998: Condaghes met Jacques Pellen, Erik Marchand (Silex)
- 1998: Things Left Behind met Iridescente Ensemble (Symphonia)
- 1999: Metamorfosi (RCA Victor)
- 1999: Shades of Chet met Enrico Rava (Via Veneto Jazz)
- 2001: Porgy and Bess met Orchestra Jazz Della Sardegna (Il Manifesto)
- 2001: Heartland met David Linx, Diederik Wissels  (EmArcy Records)
- 2002: Kind of Porgy & Bess (RCA Victor)
- 2003: Scores (CAM Jazz)
- 2006: Homescape met Nguyên Lê, Dhafer Youssef (ACT Music)
- 2007: Mare Nostrum met Richard Galliano, Jan Lundgren (ACT)
- 2008: Le Fresiadi (Time in Jazz)
- 2009: Jazzitaliano Live 2009 (Casa del Jazz)
- 2011: Alma met Omar Sosa (Tuk)
- 2012: Birth of the Cool (Musica Jazz)
- 2013: Vinodentro (Tuk)
- 2014: Brass Bang! met Steven Bernstein, Gianluca Petrella, Marcus Rojas (Tuk)
- 2015: The Whistleblowers met David Linx, Diederik Wissels (Tuk)
- 2016: Mare Nostrum II met Richard Galliano, Jan Lundgren (ACT)
- 2016: Eros met Omar Sosa, Jaques Morelenbaum, Natacha Atlas (Tuk)
- 2016: Around Tuk (Casa del Jazz)
- 2017: Danse Memoire, Danse (Tuk)
- 2019: Mare Nostrum III met Richard Galliano, Jan Lundgren (ACT)

### Als leader
Paolo Fresu 5et
- 2005: P.A.R.T.E., (EMI)
- 2006: Incantamento, (EMI)
- 2006: Thinking, (EMI)
- 2005: Kosmopolites, (EMI)
- 2007: Rosso, Verde, Giallo E Blu, (EMI)

Paolo Fresu Devil Quartet
- 2007: Stanley Music, (EMI)
- 2013: Desertico, (Tuk Music)
- 2018: Carpe Diem, (Tuk Music)

### Als sideman
met Joe Barbieri
- 2017: Origami, (Microcosmo Dischi)

Met Carla Bley
- 2007: The Lost Chords find Paolo Fresu (ECM Records/Watt)

Met Daniele di Bonaventura
- 2011: Mistico Mediterraneo, (ECM Records)
- 2015: In maggiore, (ECM Records)

Met Uri Caine
- 2006: Things (Blue Note)
- 2009: think. (Blue Note)
- 2016: Two Minuettos (Tǔk Music)

Met Lars Danielsson
- 2018: Summerwind (ACT)

Met Aldo Romano
- 1988: Ritual (Owl)

Met Ralph Towner
- 2008: Chiaroscuro (ECM)

- Bibsys: 8031516
- Bibliothèque nationale de France: cb13976345t (data)
- Gemeinsame Normdatei: 132166038
- International Standard Name Identifier: 0000 0000 7839 7926
- Library of Congress Control Number: nr92006783
- MusicBrainz: c7301466-d75c-45d5-aea7-d6ab8ea63e1c
- Nationale Bibliotheek van Tsjechië: xx0079252
- Nationale Bibliotheek van Israël: 987007330134705171
- Nederlandse Thesaurus van Auteursnamen: 364128070
- Réseau des bibliothèques de Suisse occidentale: 02-A003263028
- Istituto Centrale per il Catalogo Unico: LO1V158237
- Système universitaire de documentation: 086262548
- Virtual International Authority File: 85822359
- WorldCat: E39PBJmTrM7r4CG9qJcdgPPvpP